# Sjöbo

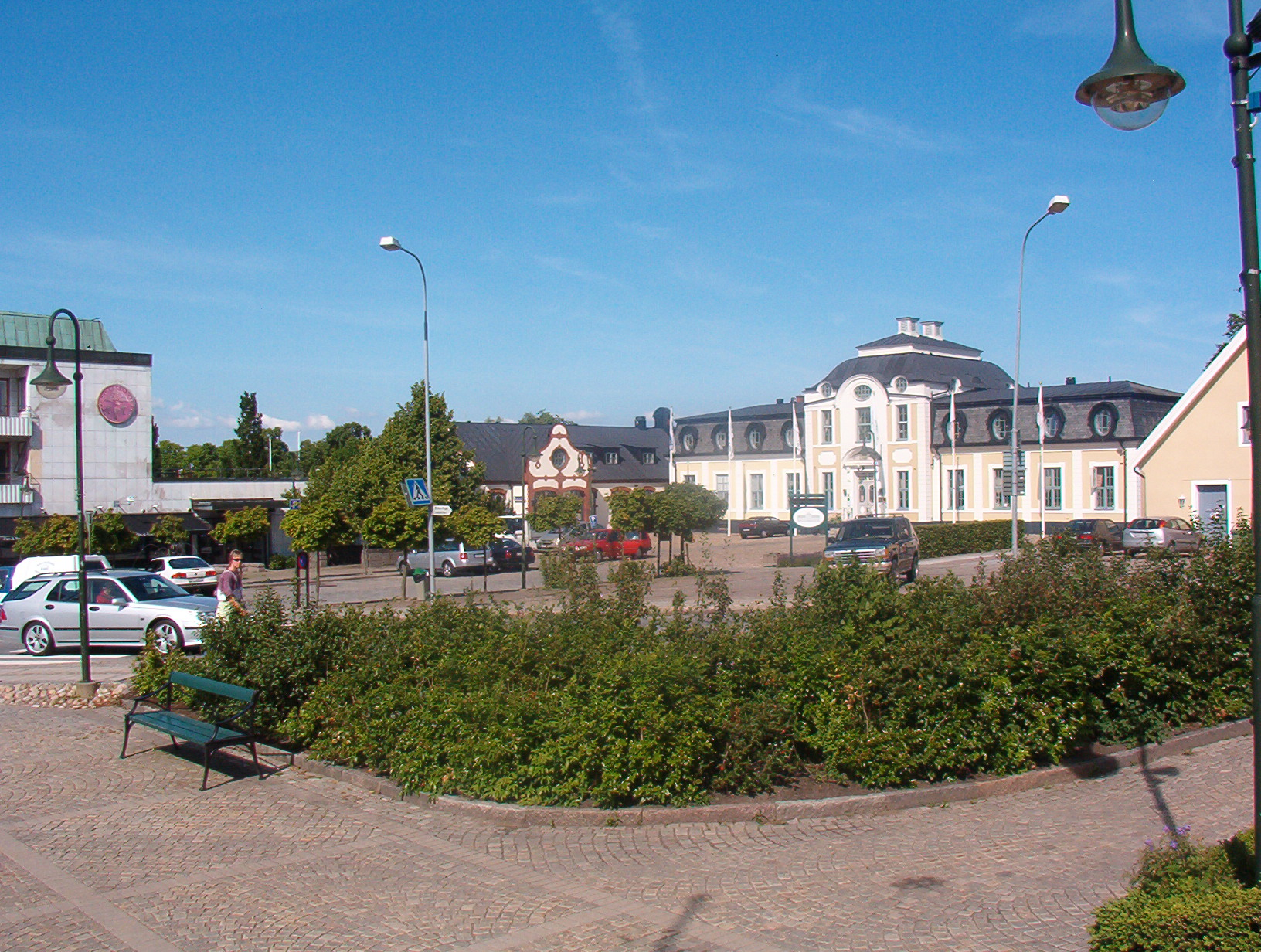
Ortszentrum Sjöbö

Sjöbo ist ein Ort (tätort) in der südschwedischen Provinz Skåne län und der historischen Provinz Schonen. Er ist Hauptort der gleichnamigen Gemeinde.

## Geschichte

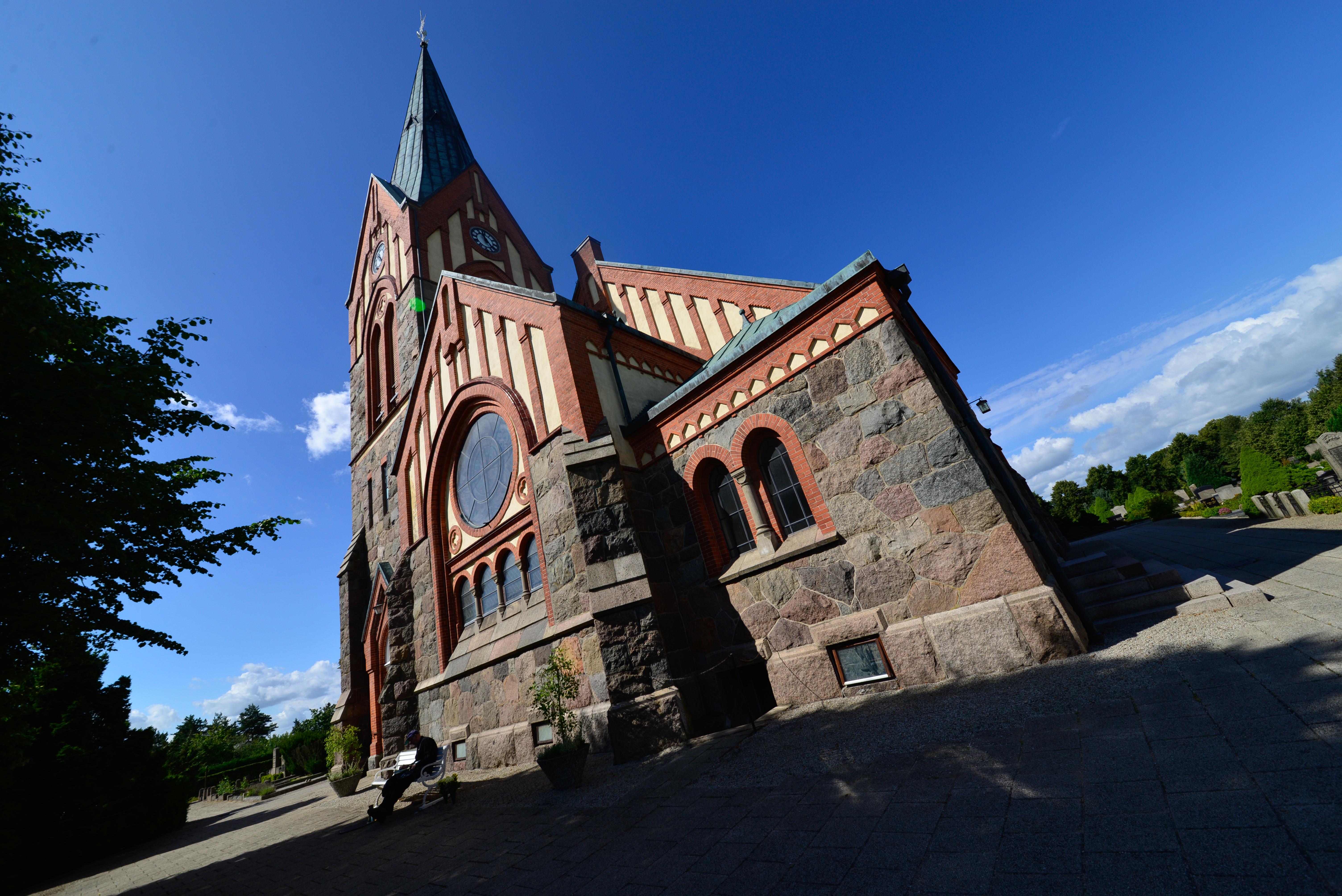
Neugotische Södra Åsums kyrka in Sjöbo

Die Stadt begann zu wachsen, als hier Anfang des 19. Jahrhunderts eine Haltestelle auf der Bahnstrecke zwischen Malmö und Simrishamn eingerichtet wurde. Heute ist Sjöbo nicht mehr per Bahn zu erreichen, es kreuzen sich aber zwei große Straßen.

## Sonstiges
Sjöbo ist das Winterquartier des Circus Madigan. Der Ort ist im Guinness-Buch der Rekorde verzeichnet, da hier der weltweit größte Spettekaka, eine Gebäckspezialität, hergestellt wurde.

## Persönlichkeiten
- Victor Lindgren (* 2003), Sportschütze